# 유럽 고속도로 32호선
유럽 고속도로 32호선은 영국의 콜체스터에서 하위치까지 이어주는 총 연장 30 km의 거리를 가진 유럽 고속도로 노선이다. 공교롭게도 이 노선은 유럽 고속도로 전체 노선 중에서 가장 짧은 고속도로 노선이기도 하다. 그리고 A120 도로가 이 도로의 일부이다. 다만 서쪽 지역에서는 고속도로와 비슷하게 기능하고 있지만 표지판이 그렇게 붙어 있지 않는 것으로 드러나고 있으며, 그 외의 나머지는 비교적 평범한 길이기도 하는 특이한 도로망이기도 하다. 또한 유럽 고속도로 30호선과 연락선 등을 통해 연결되어야 하위치에서 벨기에, 네덜란드, 독일을 거쳐 덴마크까지 이어준다.